# 광성중학교 (서울)
광성중학교(光成中學校)는 대한민국 서울특별시 마포구 신수동에 있는 사립 중학교이다.

## 학교 연혁
- 1894년 4월 6일 : 평양에서 홀 선교사(Rev.William James Hall M.D 한국명: 가락홀)가 한국인 교사 1명과 함께 13명의 학생을 모아 놓고 기독교 선교와 교육을 위한 사숙으로 창립(초대 교장)
- 1896년 8월 31일 : 노블 선교사(William Arthur Noble 한국명: 노보을)가 한국인 교사 오석형과 함께 평양부 사립 기독 소학교(광성학교)로 운영(2대 교장)
- 1905년 : 베커 선교사(Arthur Lynn Becker)가 평양부 사립 기독 소학교(광성학교) 운영(3대 교장)
- 1907년 : 평양성 서문 밖 가맛골에 2층 양옥으로 격물학당 (格物學堂)을 완공하여 평양부 사립 기독 소학교(광성학교)와 평양남자고등학교(Pyengyang High School 장로교 감리교 연합) 교실로 사용
- 1909년 6월 : 제4대 빌링스(Rev. B.W.Billings, 한국명:변영서) 교장 취임
- 1910년 7월 1일 : 구한말 학부대신으로부터 사립학교 인가를 받아 현대 학교로서의 면모를 갖춤
- 1915년 :  제5대 존 무어(Dr.John Z.Moore 한국명: 문요한) 교장 취임
- 1916년 1월 1일 : 존 무어(Dr.John Z.Moore) 초대 이사장 취임 / 제6대 김득수 교장 취임
- 1918년 4월 1일 : 사립 광성학교와 광성 고등보통학교로 인가를 받아 유치, 초, 중, 고 교육
- 1921년 10월 5일 : 미국 감리교 선교 100주년 기념으로 평양 경창리에 교사 준공(미국 감리교 선교 100주년 기념관: 당시 평양 부내 건물로는 가장 현대적인 건물)
- 1923년 5월 1일 : 기숙사 준공 및 개관
- 1925년 2월 11일 :  존 무어 이사장 광성고등보통학교외 15교 설립자로 조선총독으로부터 교육공로장(교육  효적장) 수상
- 1930년 11월 5일 : 당시 동양 굴지의 대강당과 체육관을 신축
- 1938년 4월 1일 : 일제의 교육 탄압으로 인해 교명을 광성중학교(5년제)로 개명
- 1943년 4월 1일 : 일제에 의해 경창중학교로 개명
- 1945년 8월 15일 : 조국광복과 함께 교명을 광성 중학교로 환원
- 1946년 6월 : 북한 당국에 의해 평양제일중학교로 개명
- 1952년 6월 10일 : 부산에서 광성중학교와 광성고등학교 재건 개교
- 1953년 9월 14일 : 서울 충신동 교사로 이전
- 1957년 11월 10일 : 서울 중구 동자동 교사로 이전
- 1961년 4월 20일 : 서울 마포구 신수동 91의 20(현교사)으로 신축 이전
- 1964년 1월 24일 : 학교법인 광성학원 인가
- 1974년 8월 28일 : 체육관 준공
- 1988년 12월 8일 : 제1대 황호경 교장 취임(중/고 분리)
- 1994년 11월 1일 : 개교 100주년 기념식 거행
- 1995년 2월 10일 : 『광성100년사』 발간
- 1998년 9월 23일 : 제8대 광성학원 김동선 이사장 취임
- 2004년 2월 18일 : 개교기념일을 4월 6일로 복원
- 2008년 2월 11일 : 고등학교 본관 신축교사 완공 기념예배
- 2010년 2월 17일 : 본관 신축 및 급식실 준공
- 2013년 2월 13일 : 제9대 최준수 이사장 취임
- 2015년 2월 9일 : 광성학원 김동선 명예이사장 추대
- 2023년 2월 24일 : 꿈빛도서관 개관
- 2023년 9월 1일 : 제15대 중학교 김영찬 교장 취임
- 2024년 4월 3일 : 개교 130주년 기념예배 /『광성을 사랑한 선교사 존 무어』 서적 발간 / 광성중·고등학교 창학과 존 무어 심포지엄 개최 / 광성학교 역사 다큐멘터리 제작
- 2024년 8월 12일 : 기술실 현대화 사업
- 2025년 2월 6일 : 제71회 졸업식 거행(졸업생 121명, 누계 14,970명)
- 2025년 2월 20일: 『광성130년사』 발간 /『존 무어 자료집 Ⅰ, Ⅱ』 발간
- 2025년 4월 2일: 개교 131주년 기념예배 / 광성학원 역사전시실 개관

## 같이 보기
- 광성고등보통학교
- 광성고등학교

## 참고 자료
- 광성중학교 - 한국교육학술정보원 학교알리미